# 兴隆巷街道
兴隆巷街道，是中华人民共和国内蒙古自治区呼和浩特市玉泉区下辖的一个乡镇级行政单位。

## 行政区划
兴隆巷街道下辖以下地区：
玉石巷社区、清泉街社区、六中社区、丽景社区、西三里社区和南茶坊村。